# صحراء تيراري

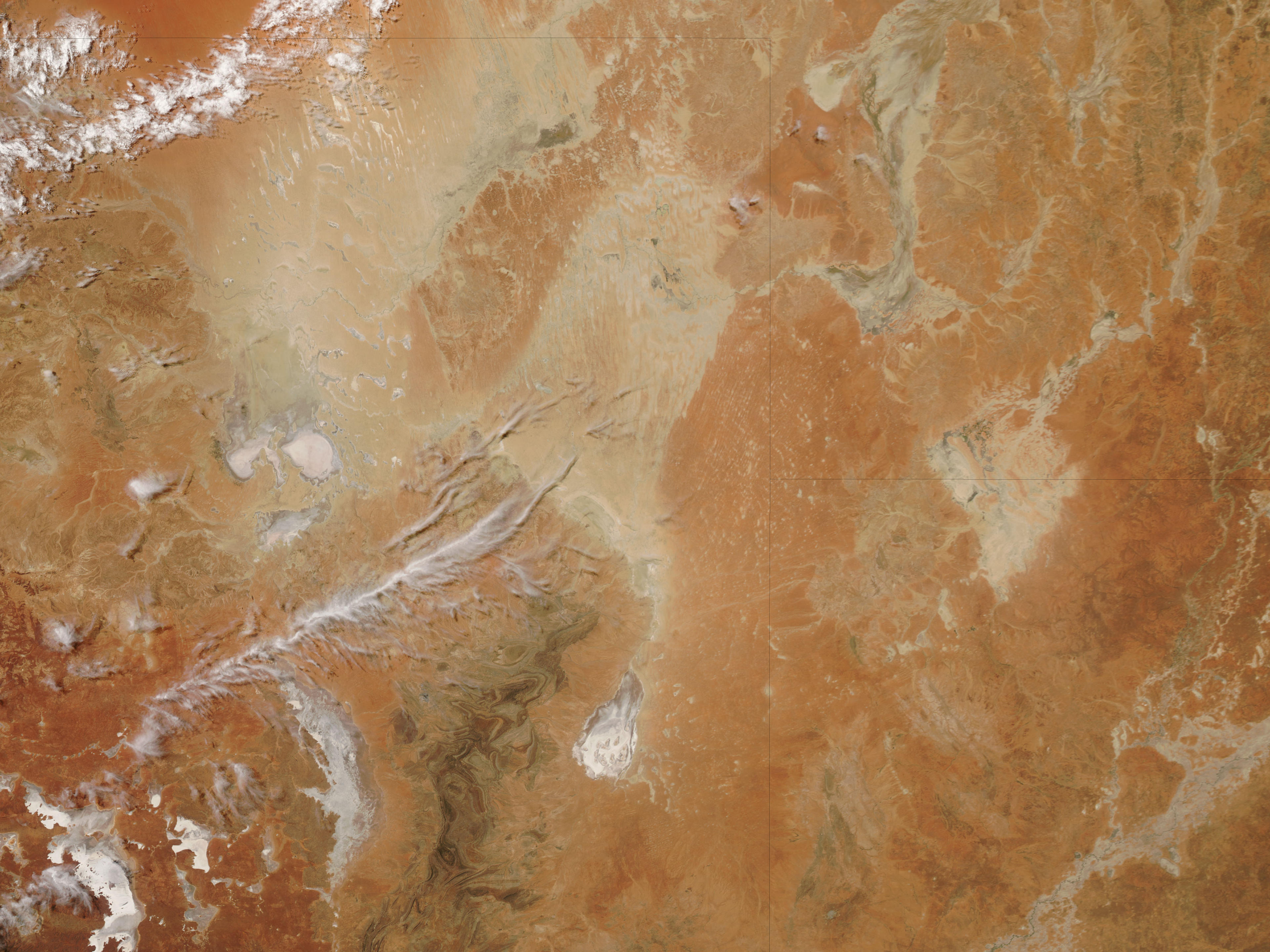
صورة لجزء من صحراء تيراري التقطت من الفضاء عام 2006

صحراء تيراري (بالإنجليزية:The Tirari Desert) هي صحراء تقع في الجزء الشرقي من منطقة الشمال الأقصى من جنوب أستراليا، يبلغ مساحتها 15250 كلم2 (618 ميل مربع).

## موقع الصحراء
ما يميز صحراء تيراري هي وجود البحيرات المالحة والكثبان الرملية الواسعة التي تمتد من الشمال والجنوب، وهي تقع جزئيا داخل حديقة بحيرة إير الوطنية، وتقع في المقام الأول إلى الشرق من بحيرة إير الشمالية، وعند بلدة كوبر كريك الت تخترق وسط الصحراء.
صحراء تيراري هي صحراء متاخمة لمجموعة من صحاري أستراليا وتشمل: صحراء سيمبسون التي تقع إلى الشمال، في حين أن صحراء سترزيليكي إلى الشرق، وصحراء ستورت ستوني إلى الشمال الشرقي من الصحراء.
تعاني الصحراء وبلداتها ظروف مناخية قاسية مع ارتفاع الي في درجات الحرارة، وهطول الأمطار منخفضة جدا (يعني هطول الأمطار السنوية أقل من 125 ملم).

## التاريخ والحفريات
وكان أول من استكشف المنطقة هم الأوروبيين في عام 1866 وحكمت من قبل قبيلة صغيرة من السكان الأصليين، صحراء تينيري تتضمن منطقة بحيرة نكابلدي لمنطقة بحيرة بالانكارينا الأحفورية، والتي يبلغ مساحتها الإجمالية حوالي 3.5 (1.4 ميل مربع) في منطقة السجل الأسترالي للعقارات الوطنية العالي، وتشمل الصحراء أيضا فترة هامة من الحفريات الفقارية.